# Saragossa Band
Saragossa Band – pochodzący z Monachium zespół grający muzykę taneczną zaliczaną do gatunku Euro disco, ich pierwszy singiel „Big Bamboo” został wydany w roku 1977, inne znane utwory tej grupy to „Zabadak” i „Agadou”.

## Muzycy
Obecny skład zespołu:
- Harry Karrer – wokal
- Gitty Fischer – wokal
- Andy Bielan – keyboard
- Evert van der Waal – perkusja
- Thomas Härtel – gitara basowa
- Norbert Rudek – gitara basowa

## Dyskografia

### Albumy[1]
- 1979 – Saragossa (LP, Ariola 202 335-320)
- 1980 – Matchless (LP, Ariola 202 361)
- 1981 – Agadou (LP, Ariola 206 570-270)
- 1981 – Za Za Zabadak – 50 Tolle Fetzer-Pop Non Stop (LP, Ariola 204 333-502)
- 1982 – Das Totale – Za Za Zabadak (2CD) (Ariola 352 311)
- 1983 – Have A Good Time (LP, Ariola 205 966 )
- 1986 – Das Super Za Za Zabadak (Ariola 352 900)
- 1991 – Zabadak – Die Superparty Mit Der Saragossa Band (Ariola Express 290 824)
- 1992 – Party With Saragossa Band (Snake's Music SM 0019 CD)
- 1994 – Soca Dance (Spectrum 550 650-2)
- 1995 – Happy Party (ZYX 10015-2)
- 1995 – The Best Of Saragossa Band (BMG 74321 26928 2)
- 1997 – Big Bamboo (BMG 74321 45611 2)
- 1997 – Fly Away (BMG 74321 50983 2)
- 2001 – It's Party Time (BMG 74321 82656 2)
- 2002 – Party Box (3CD, Box) (ZYX BOX 7756-2)
- 2007 – Cool Night (MCP CD170.435)
- 2007 – Happy Birthday! (3CD) (BMG 88697 12200 2)

### Single[1]
- 1977 – „Big Bamboo (Ay Ay Ay)”
- 1977 – „Disco Boogie Boogie”
- 1978 – „Malaika”
- 1979 – „Zabadak”
- 1979 – „Rasta Man”
- 1980 – „Ginger Red”
- 1980 – „Pas Pleurer (Please No More Crying)”
- 1981 – „Agadou”
- 1981 – „Aiko Aiko”
- 1982 – Dance With The Saragossa Band On 45
- 1982 – Dance With The Saragossa Band – Soul Party
- 1982 – „Mañana”
- 1983 – „I Know, I Know”
- 1983 – „Wigwam”
- 1984 – „Buona Sera (I Take My Chance Tonight)”
- 1984 – „Moonlight And Dancing”
- 1985 – „That’s What We Like”
- 1990 – Saragossa Band Medley
- 1992 – „Rain & Sun”
- 1993 – Coconut Medley
- 1993 – „Rasta Man (Remake ’93)”
- 1997 – Der Zabadak Hit Mix
- 1999 – „Rumours (El Venao)”
- 2001 – „Ne-Na”
- 2003 – „The Hula Loop”